# Понта-Делгада
По́нта-Делга́да (порт. Ponta Delgada; МФА: [ˈpõ.tɐ dɛɫ.ˈga.dɐ]) — муніципалітет і місто в Португалії, в автономному регіоні Азорські острови. Адміністративний центр цього регіону. Розташований на острові Сан-Мігел в Атлантичному океані, на теренах історичної португальської провінції Азори. Належить до Ангрської діоцезії Католицької церкви в Португалії. Права міського самоврядування має з 1449 року. Поділяється на 24 парафії.  Площа муніципалітету — 231,90 км², населення муніципалітету — 68809 ос. (2011); густота населення — 296,72 осіб/км²
. Патрон — святий Себастіан. Святковий день муніципалітету — 1-й понеділок після неділі Христа-Чудотворця. Поштовий індекс — 9500.  Код місцевої адміністративної одиниці — 2014. Складова статистичного регіону Азори.

## Географія
Понта-Делгада розташована на Азорських островах в Атлантичному океані, на північному заході острова Сан-Мігел.
Місто розташоване за 1448 км на захід від столиці Португалії — міста Лісабон на південному березі острова Сан-Мігел.
Муніципалітет межує: 
- на півночі — Атлантичний океан
- на сході — муніципалітети Рібейра-Гранде, Лагоа
- на півдні — Атлантичний океан
- на заході — Атлантичний океан

## Клімат
Понта-Делгада знаходиться у зоні, котра характеризується середземноморським кліматом. Найтепліший місяць — серпень із середньою температурою 21.7 °C (71.1 °F). Найхолодніший місяць — лютий, із середньою температурою 13.7 °С (56.7 °F).
| Клімат Понта-Делгади    | Клімат Понта-Делгади | Клімат Понта-Делгади | Клімат Понта-Делгади | Клімат Понта-Делгади | Клімат Понта-Делгади | Клімат Понта-Делгади | Клімат Понта-Делгади | Клімат Понта-Делгади | Клімат Понта-Делгади | Клімат Понта-Делгади | Клімат Понта-Делгади | Клімат Понта-Делгади | Клімат Понта-Делгади |
| Показник                | Січ.                 | Лют.                 | Бер.                 | Квіт.                | Трав.                | Черв.                | Лип.                 | Серп.                | Вер.                 | Жовт.                | Лист.                | Груд.                | Рік                  |
| Абсолютний максимум, °C | 19,8                 | 20,4                 | 21,9                 | 21,3                 | 24                   | 25,6                 | 27,8                 | 28,8                 | 28,6                 | 26,2                 | 24,6                 | 21,6                 | 28,8                 |
| Середній максимум, °C   | 16,5                 | 16,3                 | 16,7                 | 17,4                 | 18,7                 | 21                   | 23,7                 | 25                   | 24                   | 21,7                 | 19,4                 | 17,6                 | 19,8                 |
| Середня температура, °C | 14,1                 | 13,7                 | 14,2                 | 14,7                 | 15,9                 | 18,1                 | 20,4                 | 21,7                 | 21                   | 18,9                 | 16,8                 | 15,1                 | 17,1                 |
| Середній мінімум, °C    | 11,5                 | 11,1                 | 11,5                 | 11,9                 | 13,1                 | 15,2                 | 17,2                 | 18,4                 | 17,9                 | 16,1                 | 14,3                 | 12,6                 | 14,2                 |
| Абсолютний мінімум, °C  | 4,4                  | 3,5                  | 4,2                  | 5,3                  | 6,6                  | 8,3                  | 11,9                 | 11,9                 | 9,6                  | 8,6                  | 7,4                  | 5,7                  | 3,5                  |
| Норма опадів, мм        | 112.4                | 81.4                 | 84.8                 | 66.8                 | 64.2                 | 39.2                 | 27.3                 | 48.3                 | 97                   | 107.5                | 122                  | 121.2                | 972.1                |
| Днів з опадами          | 22,5                 | 19,4                 | 19,5                 | 19,5                 | 18,7                 | 16,3                 | 15,9                 | 15,1                 | 18,5                 | 20,5                 | 20,9                 | 22,7                 | 229,5                |
| ----------------------- | -------------------- | -------------------- | -------------------- | -------------------- | -------------------- | -------------------- | -------------------- | -------------------- | -------------------- | -------------------- | -------------------- | -------------------- | -------------------- |
| Джерело: Weatherbase    |                      |                      |                      |                      |                      |                      |                      |                      |                      |                      |                      |                      |                      |

## Історія
1449 року португальський король Афонсу V надав Понті-Делгаді форал, яким визнав за поселенням статус містечка та муніципальні самоврядні права.

## Населення
| Кількість мешканців | Кількість мешканців | Кількість мешканців | Кількість мешканців | Кількість мешканців | Кількість мешканців | Кількість мешканців | Кількість мешканців | Кількість мешканців | Кількість мешканців | Кількість мешканців | Кількість мешканців | Кількість мешканців | Кількість мешканців | Кількість мешканців | Кількість мешканців |
| ------------------- | ------------------- | ------------------- | ------------------- | ------------------- | ------------------- | ------------------- | ------------------- | ------------------- | ------------------- | ------------------- | ------------------- | ------------------- | ------------------- | ------------------- | ------------------- |
| 1864                | 1878                | 1890                | 1900                | 1911                | 1920                | 1930                | 1940                | 1950                | 1960                | 1970                | 1981                | 1991                | 2001                | 2011                |                     |
| 45 343              | 51 648              | 50 585              | 52 120              | 49 866              | 46 942              | 54 790              | 64 405              | 72 749              | 74 306              | 67 975              | 63 804              | 61 989              | 65 854              | 68 809              |                     |

## Парафії
1. Ажуда-да-Бретанья
2. Арріфеш
3. Бретанья
4. Канделарія
5. Капелаш
6. Ковоада
7. Жінетеш
8. Лівраменту
9. Моштейруш
10. Пілар-да-Бретанья
11. Релва
12. Ремедіуш
13. Санта-Барбара
14. Санта-Клара
15. Санту-Антоніу
16. Сеті-Сідадеш
17. Сан-Жозе
18. Сан-Педру
19. Сан-Роке
20. Сан-Себаштіан
21. Сан-Вісенте-Феррейра
22. Фажан-де-Байша
23. Фажан-де-Сіма
24. Фенайш-да-Луш
25. Фетейраш

## Освіта
- Азорський університет — основний кампус.